# Synthese (Zeitschrift)
Die Zeitschrift Synthese ist eine regelmäßig erscheinende philosophische Fachzeitschrift. Herausgeber sind gegenwärtig Otávio Bueno, Vincent F. Hendricks, Wiebe van der Hoek und Gila Sher. Ehrenherausgeber ist Jaakko Hintikka, zum Beirat zählen der Logiker Johan van Benthem und Peter Gärdenfors.

## Themenspektrum
Wie der Untertitel “an International Journal for Epistemology, Methodology and Philosophy of Science” besagt, veröffentlicht Synthese vor allem Arbeiten aus den Bereichen Erkenntnistheorie, Methodologie und Wissenschaftstheorie. Gegenstand sind schwerpunktmäßig methodologische Probleme der Naturwissenschaften wie das der Induktion, der Wahrscheinlichkeit, der Kausalitätstheorie, der Statistik und der formalen Logik, aber auch aus der Sprachwissenschaft und der Ethik.
Unter der Sonderrubrik Knowledge, Rationality and Action finden sich Forschungsberichte und Diskussionen zur formalen Erklärung rationalen Handelns.

## Beachtenswerte Veröffentlichungen
Mit der Zeit sind in Synthese einige Aufsätze erschienen, die die Diskussion in ihrem Themenbereich maßgeblich bestimmten, oder sogar erst eröffneten, darunter:
- “Carnap and logical truth” (1960) – Willard Van Orman Quine
- “Truth and meaning” (1967) – Donald Davidson
- “Pragmatics” (1970) – Robert Stalnaker
- “Proper names and identifying descriptions” (1970) – Keith Donnellan
- “Brain bisection and the unity of consciousness” (1971) – Thomas Nagel
- “Belief and the basis of meaning” (1974) – Donald Davidson
- “Special sciences (or: The disunity of science as a working hypothesis)” (1974) – Jerry Fodor
- “Meaning as Functional Classification” (1974) – Wilfrid Sellars
- “Vagueness, truth and logic” (1975) – Kit Fine
- “The importance of what we care about” (1982) – Harry Frankfurt

## Referenzierung
Der Impact Factor lag im Jahr 2015 bei 0,723, womit das Journal auf Rang 15 von insgesamt 60 in der Kategorie "Geschichte und Wissenschaftsphilosophie" gelisteten wissenschaftlichen Zeitschriften lag. Die Inhalte von Synthese werden – z. T. mit Abstracts – in folgenden Bibliografien erfasst:
| - Bibliographie linguistique/Linguistic bibliography, - Bibliography of Linguistic Literature, - Current Abstracts, - Current Contents/Arts and Humanities, - Current Index to Statistics, - DBLP, - Dietrich's Index Philosophicus, - Digital Mathematics Registry, - Family & Society Studies Worldwide, - FRANCIS, - Google Scholar, | - International Bibliography of Book Reviews (IBR), - Journal Citation Reports/Science Edition, - Journal Citation Reports/Social Sciences Edition, - MathEDUC, - Mathematical Reviews, - Mathematics Education, - MLA International Bibliography, - PASCAL, - Referativnyi Zhurnal, - RILM Abstracts of Music Literature, - Répertoire Bibliographique de la Philosophie, | - Science Citation Index, - Science Citation Index Expanded (SciSearch), - SCOPUS, - Social Science Citation Index, - Summon by Serial Solutions, - The Philosopher's Index, - TOC Premier, - Zentralblatt Math |